# Dublin Murders
Dublin Murders är en brittisk dramathrillerserie från 2019 som är skapad av Sarah Phelps. Serien är baserad på Tana French romaner om The Dublin Murder Squad.
Den första säsongen består av åtta avsnitt och den svenska premiären är planerad till den 14 juni 2020 på SVT1 och SVT Play.

## Handling
Serien handlar om poliserna Rob Reilly och Cassie Maddox som utreder ett barnamord i den lilla orten Knocknaree. Knocknaree är ett samhälle på gränsen mellan det gamla Irland och det nya. Utredningen visar sig att det inte är första gången som barn försvunnit i det lilla samhället.

## Rollista (i urval)
- Killian Scott - Rob Reilly
- Sarah Greene - Cassie Maddox
- Tom Vaughan-Lawlor - Frank Mackey
- Moe Dunford - Sam O'Neill
- Sam Keeley - Daniel March
- Antonio Aakeel - Raphael "Rafe" Hyland
- Charlie Kelly - Justin Mannering